# Center Point, Alabama
Center Point là một thành phố thuộc quận Jefferson, tiểu bang Alabama, Hoa Kỳ. Dân số năm 2009 là 15519 người, mật độ đạt 980 người/km².